# Indrit Fortuzi
Indrit Shaban Fortuzi (né le 23 novembre 1973 à Tirana en Albanie) est un joueur de football albanais qui jouait milieu de terrain.

## Biographie
Il a joué la plupart de sa carrière au SK Tirana. Il a également évolué au Dinamo Tirana et en Grèce à l'Iraklis Thessalonique, à l'Apollon Smyrnis.
Il est maintenant l'entraîneur du Skënderbeu Korçë. Il est le meilleur buteur de tous les temps du SK Tirana et fait partie des 20 meilleurs buteurs du championnat albanais de tous les temps avec 167 buts. 

## Palmarès

### KF Tirana
- Championnat d'Albanie (5) : 1994-95, 1995-96, 1996-97, 2002-03, 2003-04

## Buts en championnat albanais
| Saison  | Équipe                | Matchs | Buts |
| ------- | --------------------- | ------ | ---- |
| 1991-92 | Dinamo                | 28     | 9    |
| 1992-93 | Dinamo                | 24     | 6    |
| 1993-94 | SK Tirana             | 20     | 10   |
| 1994-95 | SK Tirana             | 28     | 18   |
| 1995-96 | SK Tirana             | 7      | 3    |
| 1996-97 | SK Tirana             | 17     | 8    |
| 1997-98 | SK Tirana             | 12     | 15   |
| 1998-00 | Apollon Smyrnis       |        |      |
| 2000-01 | SK Tirana             | 26     | 30   |
| 2001-02 | SK Tirana             | 24     | 24   |
| 2002-03 | SK Tirana             | 9      | 5    |
| 2003-04 | SK Tirana             | 32     | 20   |
| 2004-05 | SK Tirana             | 16     | 12   |
| 2005-07 | Iraklis Thessalonique |        |      |
| 2007-08 | SK Tirana             | 23     | 7    |
| Total   |                       | 266    | 167  |